# Тан (одиниця об'єму)
Тан (англ. tun — «велика бочка» ← лат. tunna — «бочка») — старовинна англійська міра об'єму для вимірювання кількості вина. У Великій Британії і США використовують різний розмір тана. В Великій Британії тан рівний 210 англійським галонам (954,6789 л), а в США — 252 американським галлонам (953,923769568 л).
1 тан = 2 піпи (батти) = 3 феркіни (пуансони) = 4 хогсхеди = 6 тирсів = 8 барелів = 14 рандлетів.